# Werner Buchholz (Ingenieur)
Werner Buchholz (* 24. Oktober 1922 in Detmold; † 11. Juli 2019) war ein deutsch-amerikanischer Ingenieur. Er arbeitete lange Zeit für IBM und wurde als Schöpfer des Kunstworts Byte bekannt.

## Leben
Buchholz wurde als Sohn des jüdischen Kaufmanns Julius Buchholz und seiner Frau Elsa in Detmold geboren. Beide Eltern wurden später von  Anhängern des Nationalsozialismus ermordet. Aufgrund des zunehmenden Antisemitismus emigrierte er 1938 nach England, wo er die Schule besuchte, dort wurde er nach Kriegsbeginn interniert und 1940 nach Kanada geschickt. 1941 wurde er aus der Internierung entlassen und konnte die University of Toronto besuchen.
Anschließend arbeitete er als Hardwarearchitekt für IBM am Großrechner IBM 701 und 7030. Dabei kreierte er 1956 das Kunstwort „Byte“. Er war zusammen mit Fred Brooks 1959 der Erste, der das Wort in einer Veröffentlichung verwendete.
1990 erhielt er den Computer Pioneer Award.